# Visionary Heads
Visionary Heads è il terzo VHS del gruppo gothic rock britannico Fields of the Nephilim, pubblicato dalla Beggars Banquet nel 1991.
Nel 2002 è stato incluso in unico disco antologico intitolato Revelations - Forever Remain - Visionary Heads.

## Il video
La performance chiuse la tournée di presentazione in terra albionica all'album Elizium. Difatti, le tracce eseguite il 6 ottobre 1990 alla Brixton Academy di Londra, risulteranno essere le prime sei del disco appena pubblicato. In quello stesso giorno, invece, uscì anche in Germania: di lì a poco partì, difatti, un breve tour in quella nazione in cui, oltre alla propria, ebbero molto successo.

## Tracce
Testi a cura di Carl McCoy, musiche dei The Nephilim.
1. Intro – 0:11
2. (Dead But Dreaming) – 1:50
3. For Her Light – 3:54
4. At The Gates Of Silent Memory – 7:40
5. (Paradise Regained) – 2:34
6. Blue Water – 5:22
7. Sumerland – 8:27
8. Submission – 7:31
9. Chord of Souls – 6:06
10. Last Exit for the Lost – 10:25
11. The Watchman – 5:58
12. Psychonaut – 9:37
13. Credits – 0:55

## Formazione
- Carl McCoy – voce
- Peter Yates – chitarra
- Paul Wright – chitarra
- Tony Pettitt – basso
- Alexander "Nod" Wright – batteria
- Paul Chousiner – tastiere